# Johannes Dahlberg
Johannes Dahlberg, född 26 mars 1811 i Jönköping, död 10 augusti 1859 i Lund, var en svensk silversmed.
Han var son till Lars Johan Dahlberg och bror till Lars Wilhelm  och Gabriel Dahlberg. Tillsammans med sina bröder fick han en utbildning till silversmed som lärling för sin far. Han arbetade som  gesäll i Lund 1832 och examinerades i Stockholm 1835 och som mästare i Lund 1838. Han var verksam med egen stämpel i Lund 1840-1850. Han drabbades av motgångar och var från 1851 utfattig och befriades från skatt. 
Dahlberg är representerad vid bland annat
Kulturen.